# Samuel Liff
Samuel "Biff" Liff (Boston, 14 de abril de 1919 – Nueva York, 10 de agosto de 2015) fue un director y productor teatral en Broadway galardonado con un premio Tony.

## Comienzos
Samuel Liff nació el 14 de abril de 1919 en Boston, Massachusetts. Su padre, Morris Liff, era propietario de restaurantes. Su madre era Rose Liff. Fue apodado 'Biff' siendo niño y mantuvo el apodo durante toda su vida.
Liff se graduó en Teatro en 1939, en la Universidad Carnegie Mellon. Durante la Segunda Guerra Mundial actuó como capitán en el Ejército de Estados Unidos en Chicago.

## Carrera
Liff comenzó su carrera en Broadway como director de escena, trabajando en Along Fifth Avenue de enero a junio de 1949. Ese mismo año trabajó también en The Admiral Broadway Revue, obra que fue retransmitida en televisión, protagonizada por Sid Caesar y Imogene Coca. Luego continuó su trabajo de director de escena en Los caballeros las prefieren rubias y Hola, Dolly!, ambas protagonizadas por Carol Channing. En 1954, fue mánager de la producción de Por el Mar Bonito. En 1956,  trabajó en la producción de Mi Bella Dama, protagonizada por Julie Andrews.
En la década de 1960, fue el productor asociado del empresario David Merrick en Promises, Promises, Cactus Flower, The Roar of the Greasepaint – The Smell of the Crowd, Rosencrantz and Guildenstern Are Dead, Marat/Sade, and Oliver!. Además, fue productor asociado de Merrick en las obras de Woody Allen Don't Drink the Water y Play it Again, Sam. En 1973 produjo Tricks.
Liff se unió a la Agencia Wiliam Morris como director de su departamento de teatro en 1973. Fue el mánager de Julie Andrews, Jane Alexander, Angela Lansbury, Agnes de Mille, Chita Rivera, Ellen Burstyn y Jerry Herman. Fue el representante del patrimonio de Eugene O'Neill, e incentivó la adaptación de Broadway del Iceman Cometh protagonizando Kevin Spacey en 1999.
Liff participó en el comité nominador de los Premios Tony. En el 2006, fue premiado con el Premio Tony Honorario por la Excelencia en Teatro.

## Fallecimiento
Samuel falleció el 10 de agosto de 2015 en Yorktown Heights, Nueva York. Cuatro días después, las luces de Broadway se apagaron en su honor. La presidenta de la Liga de Broadway, Charlotte St. Martin, dijo que Biff influyó en producciones legendarias y a una galaxia de artistas talentosos".